# Аннаев, Сердар Аманмурадович
Сердар Аманмурадович Аннаев (род. 24 мая 1994, Ашхабад, Туркменистан) — российский профессиональный баскетболист, играющий на позиции разыгрывающего защитника.

## Карьера
Сердар Аннаев уроженец Туркменистана. Заниматься баскетболом начал в 8 лет, в секцию его привели родители. В 2006 году Сердар приехал со сборной Туркменистана на турнир Кубка Дружбы народов к 100-летию российского баскетбола. Во время турнира Сердар прошёл просмотр в «Химках». Через 2 месяца Сердар переехал из Ашхабада в Москву, где жил его дедушка.
Первой его командой стала подмосковная «Лобня», где он провел сезон 2008/2009. После «Лобни» Сердар на три сезона оказался в структуре баскетбольного клуба «Химки».
Сезон 2013/2014 Аннаев выступал за «Динамо-2», а потом закрепился в главной команде. В сезоне 2014/2015 Сердар провёл 8 матчей в чемпионате Балтийской лиги, в которых набирал в среднем 4,9 очка, 1,9 передачи, 1,1 подбора. В чемпионате Суперлиги провёл 35 игр со средними показателями 3 очка, 2,2 передачи, 1,8 подбора. Вместе с «Динамо» Сердар Аннаев стал бронзовым призёром Суперлиги в сезоне 2014/2015.
В сентябре 2015 года стал игроком «Урала».
В августе 2016 года Аннаев перешёл в «Темп-СУМЗ-УГМК».
В июле 2018 года Аннаев вернулся в «Урал».
В июне 2019 года Аннаев подписал контракт с «Восток-65».
Перед началом сезона 2022/2023 Аннаев продлил контракт «Иркутом» и стал капитаном команды.
Летом 2023 года Аннаев стал игроком МБА-МАИ.

## Достижения
- Чемпион Суперлиги: 2016/2017
- Бронзовый призёр Суперлиги: 2014/2015
- Серебряный призёр Кубка России (2): 2014/2015, 2020/2021
- Бронзовый призёр Кубка России: 2019/2020